# 薩克森宮

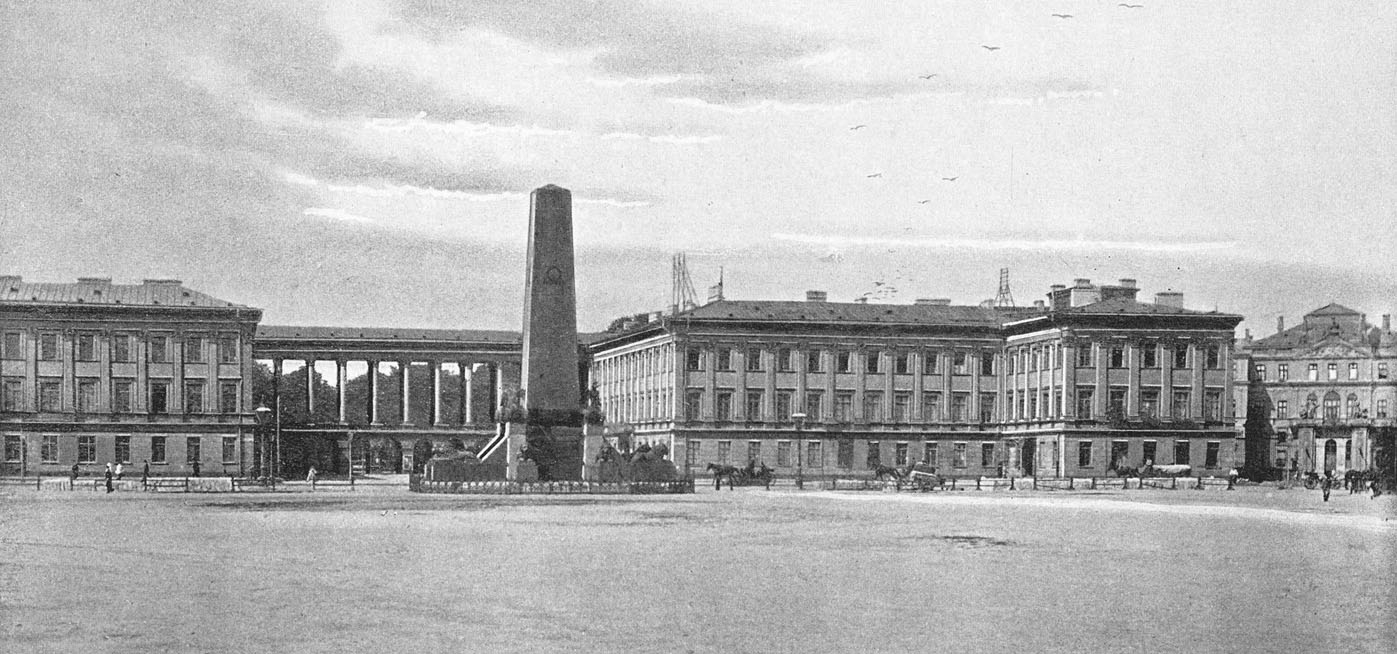

薩克森宮（波蘭語：pałac Saski w Warszawie）是波蘭華沙在第二次世界大戰之前最出眾的建築之一。薩克森宮始建於17世紀。第二次世界大戰期間，這座建築被納粹德軍摧毀。此後長年未有重建，但一直有重建薩克森宮的議論。2022年，波蘭政府公佈重建計劃，目前預計2030年完成。

## 外部連結
- （波蘭語） Warsaw before 1939 （页面存档备份，存于）
- （波蘭語） Picture gallery of Saxon Square
- （波蘭語） History of the Saxon Palace and the Saxon Axis （页面存档备份，存于）

52°14′28″N 21°00′41″E / 52.24111°N 21.01139°E